# Edward Gierek
Pour les articles homonymes, voir Gierek.
Edward Gierek, né à Porąbka, aujourd'hui quartier de Sosnowiec, le 6 janvier 1913, et mort le 29 juillet 2001 à Cieszyn, est un homme politique communiste polonais.
Il a dirigé la république populaire de Pologne de 1970 à 1980, jusqu'aux grèves de Gdańsk qui conduisent à l'émergence du syndicat Solidarité.

## Biographie

### Jeunesse et ascension
Orphelin de son père à quatre ans, Edward Gierek émigre à l'âge de dix ans en France avec sa mère, sa sœur et son beau-père. Après avoir travaillé dans l'agriculture dans la Haute-Saône et dans les mines de potasse d'Alsace, Gierek gagne le bassin minier du Nord-Pas-de-Calais. En 1926, il embrasse la carrière de mineur dans la Compagnie des mines de l'Escarpelle, à la fosse no 10, sise à Leforest. Il adhère au Parti communiste français en 1931. En août 1934, cette fosse est témoin d'événements tragiques. Une grève éclate au fond du puits. Après 35 heures de lutte, les grévistes remontent et les sanctions tombent. Gierek, comme soixante-dix-sept autres syndicalistes, est l'objet d'un décret d'expulsion de la direction de la sûreté générale. Parmi eux, un autre syndicaliste polonais célèbre, Thomas Olszanski.
Il effectue son service militaire en Pologne, puis revient en 1937 dans la province de Limbourg (Belgique) pour travailler dans les mines.
Durant la Seconde Guerre mondiale, il rejoint le Związek Patriotów Polskich (Union des patriotes polonais), une organisation de jeunes résistants communistes.
Retourné en Pologne en 1948, il adhère immédiatement au Parti ouvrier unifié polonais (PZPR) dont il dirige la section de Katowice puis est élu au Comité central en 1954 l'année d'après la mort de Staline.
À partir de 1957, il est secrétaire du Parti pour la Haute-Silésie, principal centre minier et industriel de la Pologne ; il prend ainsi la tête de la faction technocratique du Parti, devenant « l'homme fort » de la Silésie.

### Dirigeant de la Pologne
Après les émeutes de la Baltique, consécutives à la hausse des prix, en décembre 1970, il remplace Władysław Gomułka au poste de premier secrétaire du Parti ouvrier unifié polonais.
Il entreprend alors de moderniser l'industrie polonaise et d'améliorer la disponibilité des biens de consommation. Initiant des liens avec les États-Unis et l'Allemagne de l'Ouest, il entretient globalement de bonnes relations avec l'Occident, notamment avec Willy Brandt, Richard Nixon, Valéry Giscard d'Estaing et Helmut Schmidt.
Gierek normalise les relations avec le pape : il rencontre Paul VI en 1977. L'année suivante voit l'élection de Jean-Paul II, premier pape polonais de l'histoire, qui fait une visite en Pologne en juin 1979, suivie de près par des autorités inquiètes qui redoutent l'enthousiasme populaire.
Alors que le niveau de vie s'est amélioré dans le début des années 1970, le choc pétrolier entraîne une pénurie et de l'inflation dans le pays. Le syndicat Solidarność apparaît alors sur les chantiers de Gdańsk. Contrairement à la répression de la grève des chantiers navals de 1970, le syndicat est légalisé après 14 jours de grève au chantier naval Lénine de Gdańsk, via l'accord de Gdańsk du 31 août 1980, et il organise son premier congrès le 5 septembre 1981 avec 912 délégués. Il regroupe rapidement 10 millions de salariés sur les 31 de la Pologne. 
Cet accord montre de façon évidente que le parti communiste ne pouvait pas être assimilé à la classe ouvrière, ce qui lui supprimait toute légitimité ; d'autre part, il installe une fractue de fait au coeur du dispositif géopilitique de l'Union Soviétique en Europe en isolant l'Allemagne de l'Est. 
Ces décisions et la crise déclenchée par le deuxième choc pétrolier achèvent de le rendre impopulaire dans le parti communiste polonais. Il est remplacé par Stanisław Kania quelques jours après les accords de  Gdańsk, puis évincé par le coup d'État de 1981 du général Jaruzelski instaurant l'état de siège. Durant cet état de siège, il est interné pendant un an.
Il laisse dans l'histoire du « socialisme réel », l'expérience (nuancée dans ses résultats) et du moins l'idée d'un développement économique à visage humain et d'accès à la consommation, avec une relative ouverture démocratique qui lui valut son éviction par le parti communiste polonais sur injonction probable de l'URSS, craignant de voir la Pologne trop se rapprocher de l'Occident. Gierek représente par ailleurs, du jeune travailleur militant à l'homme d'État qu'il fut, une figure intègre et humaniste nonobstant son acceptation du cadre soviétique qu'il voulut assouplir, composant une personnalité singulière parmi les dirigeants communistes d'alors.

## Hommages
Un rond-point portait le nom de Gierek à Sosnowiec, avant d'être débaptisé en 2019 suite à une loi de décommunisation votée en 2016 par le parti Droit et justice au pouvoir malgré l'opposition du conseil municipal s'appuyant sur un référendum local où la grande majorité des habitants avaient voté contre ce changement. En riposte, des élus communistes du Nord de la France ont décidé de donner le nom d'Edward Gierek à des voies publiques, comme à Grenay ou Auby.